# Sân bay Reggio Calabria
Sân bay "Tito Minniti" Reggio Calabria (IATA: REG, ICAO: LICR), cũng gọi là Aeroporto dello Stretto (Sân bay Eo biển) là một sân bay ở gần Reggio Calabria, Italia. Mã sân bay IATA REG lấy theo Reggio Calabria, thành phố chính của Calabria, là thành phố gần sân bay này nhất.
Sân bay này được đặt tên theo anh hùng không quân Tito Minniti, người sinh ra ở Reggio Calabria.

## Các hãng hàng không và các tuyến điểm
- Air Italy (Warsaw)
- Air Italy Polska (Warsaw) [Seasonal]
- Air Malta (Malta, Rome-Fiumicino)
- Alitalia (Milan-Linate, Rome-Fiumicino)
- MyAir (Milan-Orio Al Serio, Venice)